# بوب ووكر
بوب ووكر (بالإنجليزية: Bob Walker)‏ (23 يوليو 1942 المملكة المتحدة - ) هو لاعب كرة قدم بريطاني يلعب كمدافع.